# Bazilika Emilija
Bazilika Emilija (italijansko Basilica Emilia) je bila civilna bazilika na Rimskem forumu v Rimu v Italiji. Danes je viden le tloris in nekaj obnovljenih elementov. Bazilika je bila dolga 100 metrov in široka približno 30 metrov. Ob straneh sta bili dve vrsti s 16 loki, do katerih se je prišlo preko enega od treh vhodov. 

## Zgodovina

### Predhodna stavna
Nova bazilika je bila zgrajena na mestu tabernae lanienae (prodajalna mesa) iz 5. st. pr. n. št. in kasnejše (4. stoletje pred našim štetjem) tabernae argentariae. Slednja je imela mestne bankirje in bila po požaru preimenovana v tabernae novee (nove trgovine). Tržnica je imela dve vrsti trgovin. Prva bazilika je bila zgrajena za tabernae argentariae med letoma 210 pr. n. št. in 195-191 pr. n. št., datumom, ko jo omenja Plavt. Arheološke študije so pokazale, da je imela ta stavba tri ladje, tlakovane s tufom iz Monteverdeja, zadnje pročelje imelo portik, ki je bil odprt za Forum Piscatorium in Macellum (območje, ki ga je kasneje zasedel Nervov forum).

### Bazilika Fulvia-Emilija
Postavil jo je leta 179 pr. n. št. cenzor Mark Fulvij Nobilior z imenom bazilika Fulvia. Po njegovi smrti jo je dokončal njegov kolega Mark Emilij Lepid (konsul 187 pr. n. št.), ki so jo člani emilskega rodbine pogosto obnovili in preuredili, tako da je po njih bazilika dobila sedanje ime .
Konzul leta 78. pr. n. št., imenovan tudi Mark Emilij Lepid, jo je okrasil s clipei (ščiti). Ta poseg je ovekovečil na kovancu iz leta 61. pr. n. št. njegov sin, trivumvir Mark Emilij Lepid.
Po mnenju drugih znanstvenikov naj bi bila bazilika Emilija oblikovana kot druga zgradba namesto bazilike Fulvia.

### Bazilika Paulli
Novo stavbo, ki je nadomestila baziliko Fulvia, je leta 55 pr. n. št. začel Lucij Emilij Lepid Paulus, in dokončal njegov sin leta 34 pr. n. št. Ta zgradba je bila podobna prejšnji zgradbi vendar krajša in z drugo ladjo namesto zadnjega portika.
Stebri v osrednji ladji, v afriškem marmorju, so imeli korintske kapitele in frize z dogodki iz zgodovine republikanskega Rima. Stebri v drugi vrsti so bili v cipolline marmorju in zunanji so imeli jonske kapitale.
Po požaru je Avgust v 14. stoletju pred našim štetjem močno obnovil stavbo. Ob tej priložnosti je bil povsem obnovljen tabernae, ki je potekal pred trgom Foruma in portik. Slednji je bil posvečen cesarjevima vnukoma (Porticus Gai et Luci): imel je dve vrsti arkad z pilastri in dorskimi polstebri. Dve zgornji nadstropji bazilike sta bili popolnoma obnovljeni. Nad zgornjo vrsto je bilo zgrajeno podstrešje, okrašeno z rastlinskimi elementi in kipi barbarov.
Bazilika je bila ponovno obnovljena leta 22 n. št.. Plinij starejši je ob dvestoletnici obeležil baziliko Emilijo kot eno najlepših stavb v Rimu. To je bil prostor za poslovanje in v portikih Gaja in Lucija (Avgustovih vnukov) pred Rimskim forumom so bile tabernae novae (nove trgovine). Glavna dvorana ali dvorišče (100 m dolga in 29,9 m globoka) je bila za trgovinami.
Lesena streha, tabernae in fasada bazilike so bili popolnoma uničeni v ognju, ko je Rim leta 410 opustošil Alarik I. Vizigot. Na barvnih marmornih tleh se še vedno vidijo zeleni madeži bronastih kovancev iz začetka 5. stoletja, ki so se stopili v ognju. Bazilika je bila po požaru obnovljena z dodajanjem novega nadstropja, medtem ko je bil osrednji del verande zamenjan s portikom koli leta 420, s stebri iz rožnatega granita na bazah, veliko bolj na gosto kot stebri verande zgoraj (trije od teh stebrov so bili po izkopavanjih obnovljeni in so še vedno na vzhodni strani proti templju Antonina in Faustine). Potres leta 847 je povzročil končno zrušitev preostale strukture. Ostanki so bili uporabljeni kot gradbeni material. Ostanki bazilike so bili še vedno vidni v renesansi, vendar so bili uporabljeni za Palazzo Giraud Torlonia.

## Galerija
- Risba ostankov bazilike Emilije, Giuliano da Sangallo, 1480.
- Slika fasade bazilike Emilije na rimskem kovancu Marka Emilija Lepida, 61 pr. n. št.